# Sebring (Florida)
Sebring es una ciudad ubicada en el condado de Highlands en el estado estadounidense de Florida. En el Censo de 2010 tenía una población de 10.491 habitantes y una densidad poblacional de 252,5 personas por km².

## Geografía
Sebring se encuentra ubicada en las coordenadas 27°28′17″N 81°27′6″O / 27.47139, -81.45167. Según la Oficina del Censo de los Estados Unidos, Sebring tiene una superficie total de 41,55 km², de la cual 25,84 km² corresponden a tierra firme y (37,8%) 15,71 km² es agua.

## Demografía
Según el censo de 2010, había 10.491 personas residiendo en Sebring. La densidad de población era de 252,5 hab./km². De los 10.491 habitantes, Sebring estaba compuesto por el 76% blancos, el 14,72% eran afroamericanos, el 0,74% eran amerindios, el 1,36% eran asiáticos, el 0,04% eran isleños del Pacífico, el 4,48% eran de otras razas y el 2,66% pertenecían a dos o más razas. Del total de la población el 17,59% eran hispanos o latinos de cualquier raza.